# Postosuchus kirkpatricki
Il postosuco (Postosuchus kirkpatricki) era un arcosauro vissuto in quella che ora è l'America del Nord a metà del Triassico superiore (228-202 milioni di anni fa). Il suo nome significa "coccodrillo di Post", dal nome di una cava texana dove sono stati trovati numerosi resti fossili di questa specie.

## Un arcosauro gigante

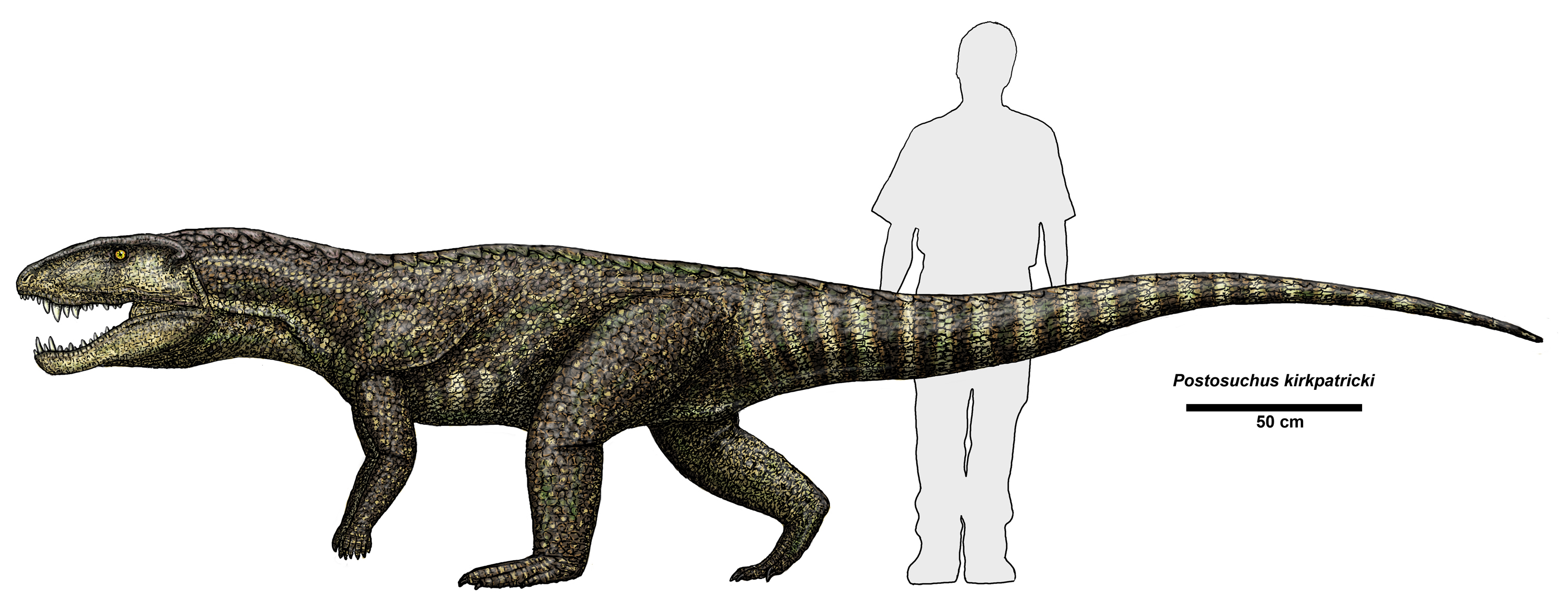
Ipotetica ricostruzione di Postosuchus in comparazione dimensionale con un uomo

Il Postosuchus era uno dei più grossi predatori del Triassico, e riusciva ad intimorire senza troppe difficoltà i piccoli dinosauri del suo tempo come il Coelophysis. Era lungo circa 5-6 metri, con un peso stimato di 700 kg e con un cranio lungo circa 50 cm. Probabilmente cacciava animali lenti, come Placerias, ma era tutt'altro che lento, anche se aveva zampe piatte, perché i suoi arti erano posizionati verticalmente al di sotto del corpo. È possibile che potesse sollevarsi sulle zampe posteriori per attaccare creature più alte ma, essendo così possente, è poco probabile. Per cacciare si serviva di denti simili a pugnali, grossi e affilati, in combinazione con un morso molto potente. Sulla spina dorsale erano presenti piccole placche ossee sporgenti che lo proteggevano da morsi e artigli di eventuali attaccanti. 
La sua ferocia è dimostrata da un ritrovamento, nell'intestino del quale erano presenti i resti di almeno quattro prede.